# Panzer

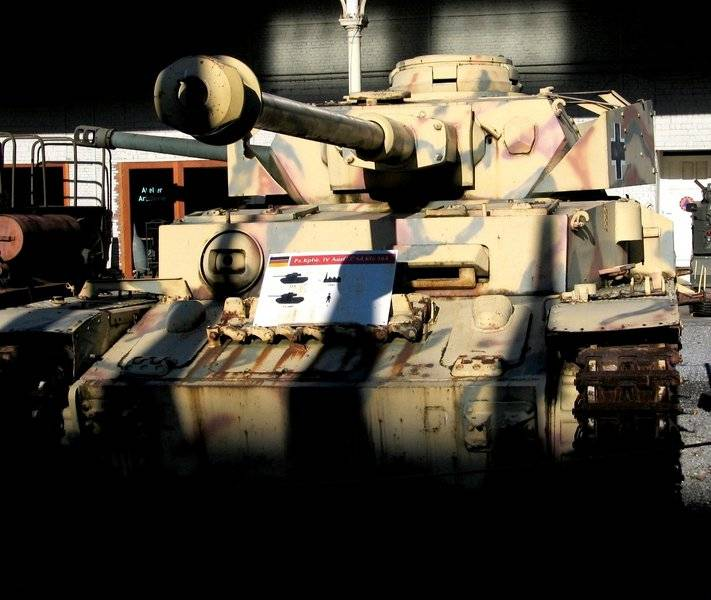
Un Panzerkampfwagen IV

Panzer è il termine in lingua tedesca che identifica corazza (Panzerglas per vetri, Panzerschrank per casseforti, ecc.). In particolare, però, si riferisce al carro armato.

## Lessico storico

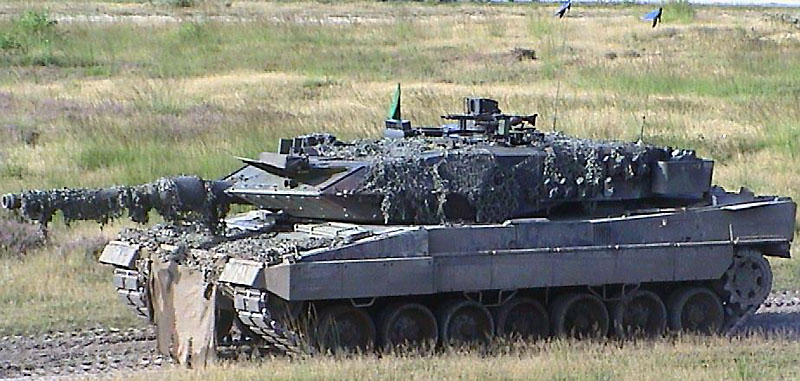
Leopard 2A5 tedesco

La parola Panzer deriva da Plattenpanzer ("piastra di protezione"), un tipo di armatura riportato in Germania dai soldati di ventura tedeschi che nel XVIII secolo combatterono in Italia. A partire dalla seconda guerra mondiale la parola "Panzer" (abbreviazione di Panzerkampfwagen, cioè "mezzo corazzato da battaglia") viene comunemente utilizzata per identificare i carri armati di produzione tedesca.
Nel tedesco attuale la denominazione completa come Panzerkampfwagen è stata sostituita da Kampfpanzer. I carristi si chiamano la Panzertruppe.

## Panzer tedeschi della seconda guerra mondiale
I principali modelli costruiti in Germania nel periodo dal 1933 (inizio del riarmo tedesco) al 1945 (fine della seconda guerra mondiale) sono identificati comunemente con il numero romano e sono indicati nella lista sotto. I modelli leggeri (Panzer I e il Panzer II) ideati negli anni trenta erano già considerati obsoleti allo scoppio della seconda guerra mondiale, sebbene fossero la grande maggioranza dei carri armati tedeschi nelle fasi iniziali del conflitto. Il Panzer III del 1935 e il Panzer IV del 1939 furono i migliori carri utilizzati fino alla comparsa del T-34 sovietico. In seguito alla necessità di contrastare questo carro fu progettato il Panzer V Panther del 1943, comunemente ritenuto uno dei migliori carri armati di tutto il conflitto . Nelle fasi finali del conflitto furono prodotti il Panzer VI Tiger I del 1942 e il Panzer VI Tiger II del 1944, potente ma prodotto in numero troppo ristretto per influire sull'esito degli scontri. Ultimo Panzer progettato fu il Panzer VIII Maus del 1945, realizzato solo in 2 prototipi. Gli armamenti principali e secondari, le corazzature e il peso, si sono via via potenziati per far fronte alle esigenze belliche.
Questi carri si sono misurati in tutti i teatri operativi occidentali della seconda guerra mondiale (escluso, naturalmente, il teatro del Pacifico), dall'invasione della Polonia, all'Africa settentrionale, alla Russia, all'ultima difesa di Berlino nella primavera del 1945.

### Lista dei modelli di Panzer dal 1933 al 1945
La seguente lista elenca solo i principali modelli di carri armati con torretta senza addentrarsi nei vari sottomodelli:
- Panzer I
- Panzer II
- Panzer III
- Panzer IV
- Panzer V Panther
- Panzer VI Tiger I
- Panzer VI Tiger II
- Panzer VIII Maus
- Landkreuzer P-1000 Ratte

### Galleria d'immagini

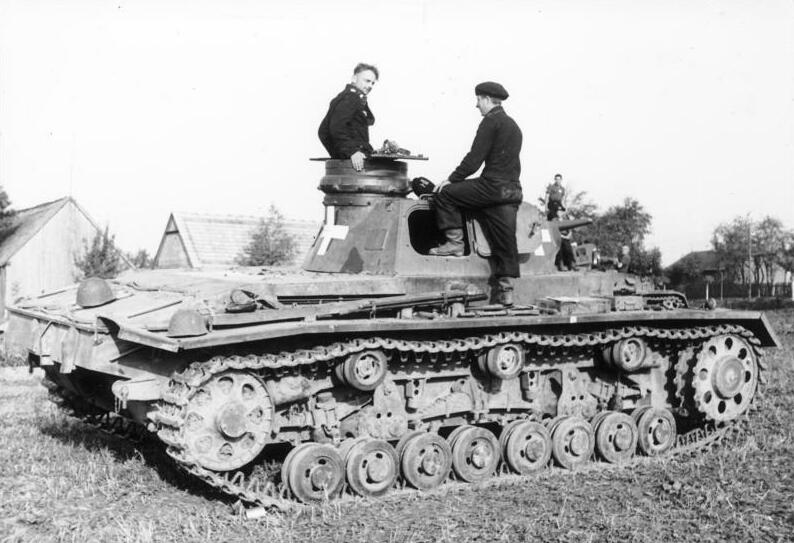
Panzer III al fronte in Polonia nel settembre 1939
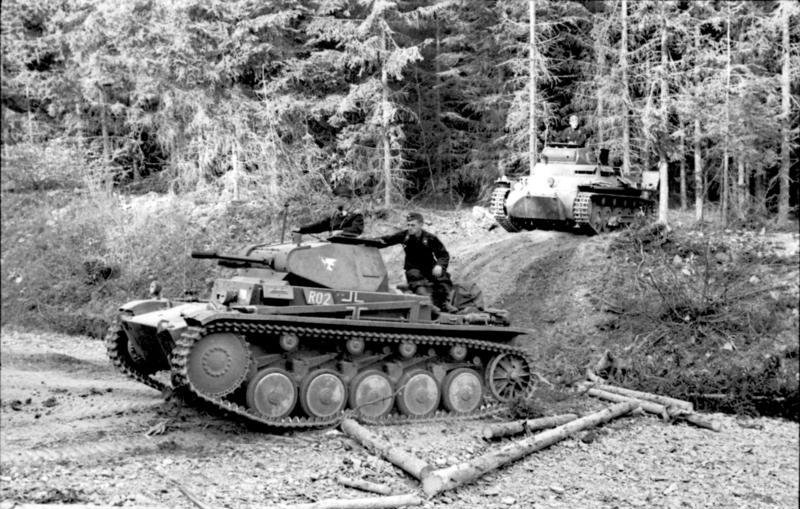
Panzer II e Panzer I (maggio 1940)
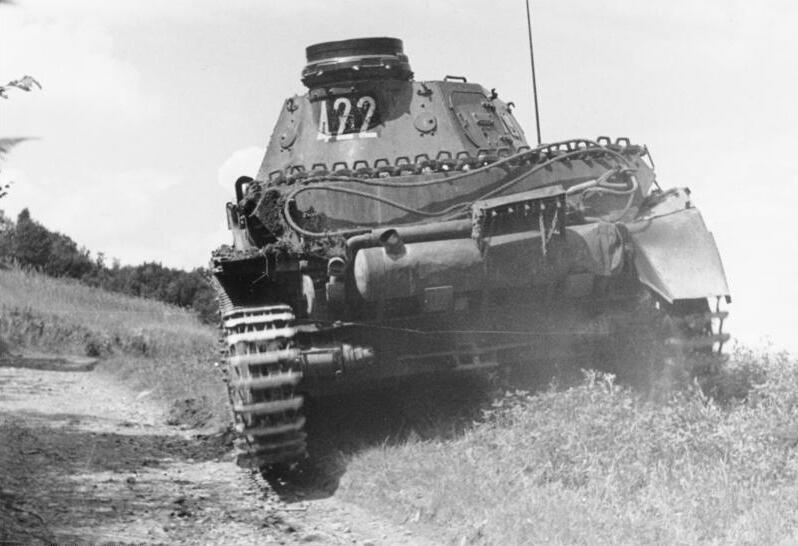
Panzer IV (giugno 1940)
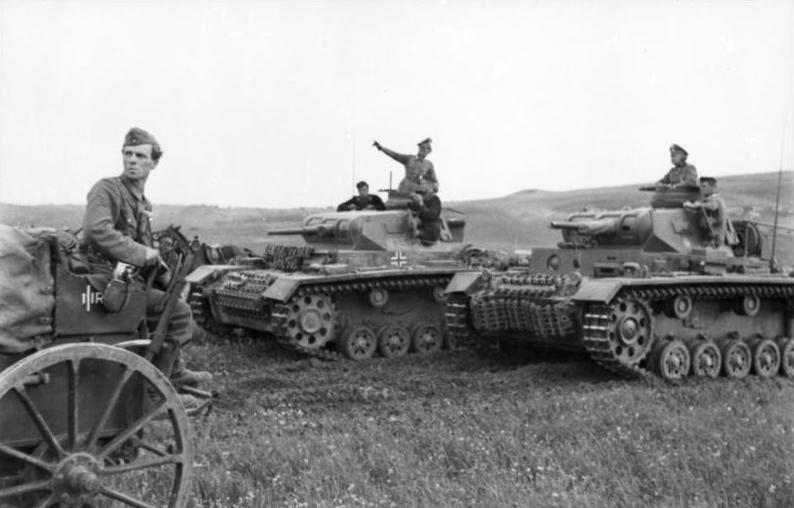
Panzer III sul fronte Jugoslavo nel 1941
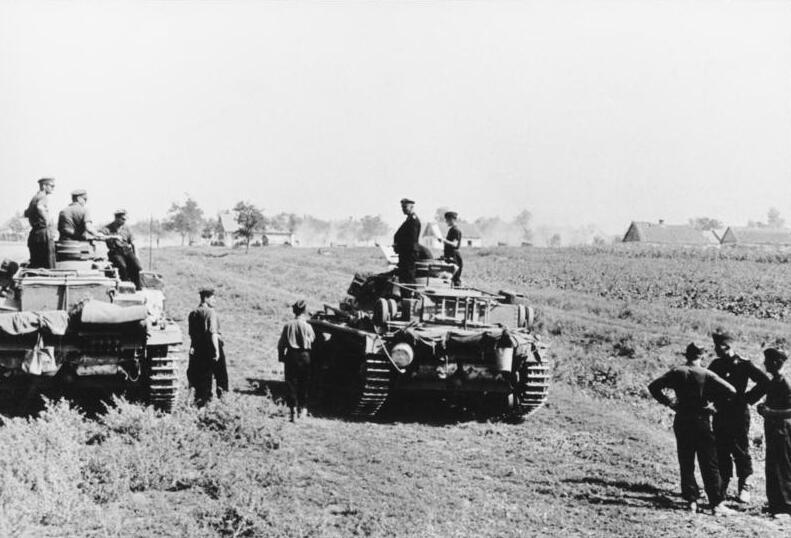
Panzer III sul fronte russo nel 1941
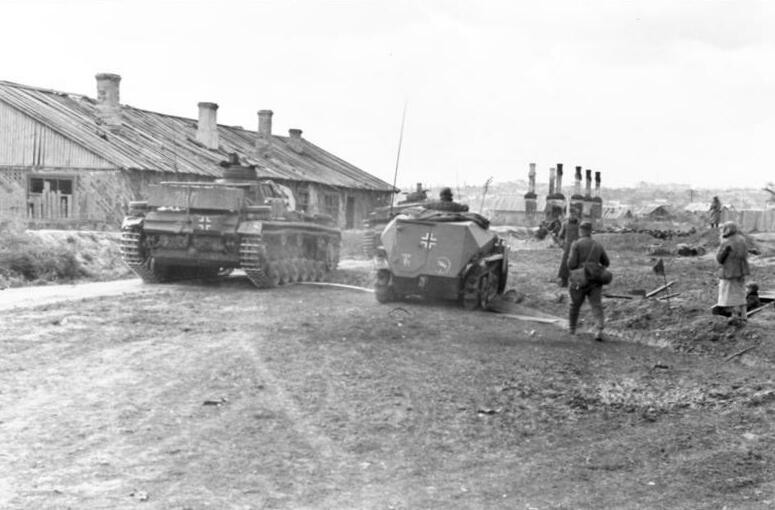
Panzer III della 24.Panzer-Division sul fronte russo nel 1942
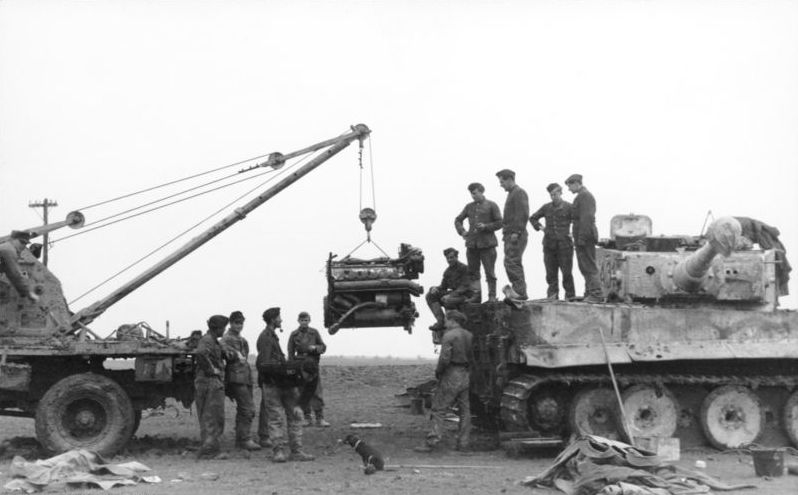
riparazione di un Panzer VI "Tiger I" sul fronte russo nel 1944
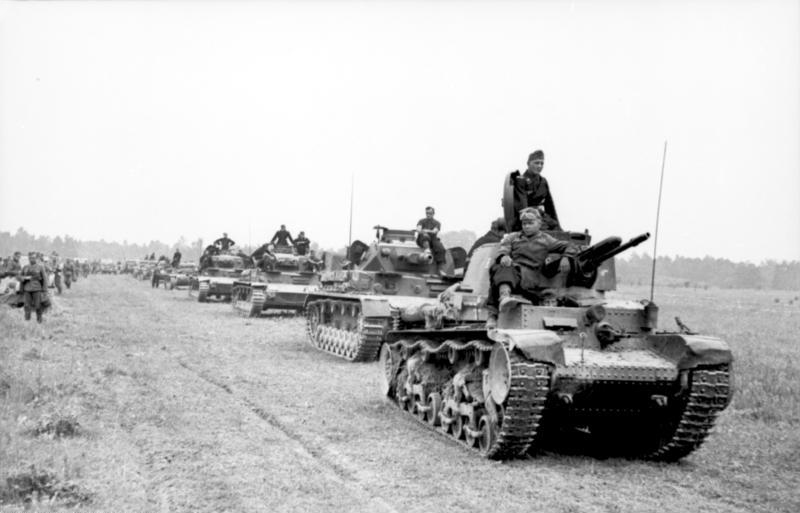
Panzer IV in Francia
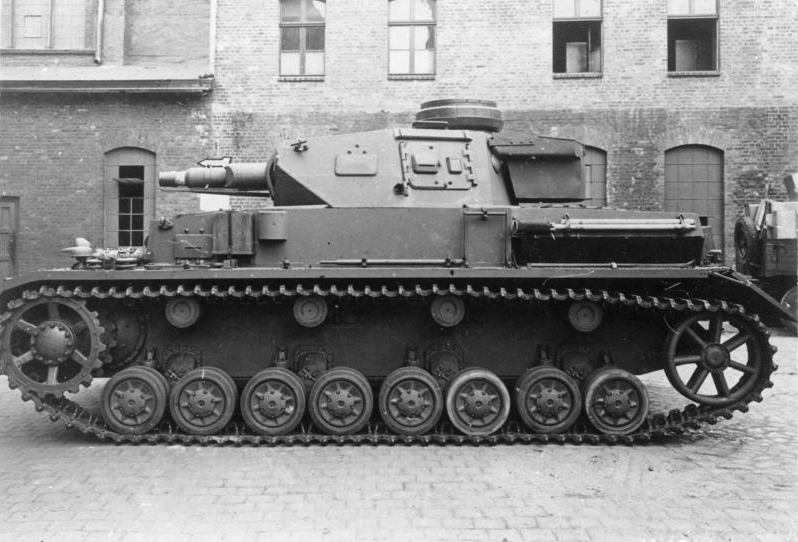
Panzer IV
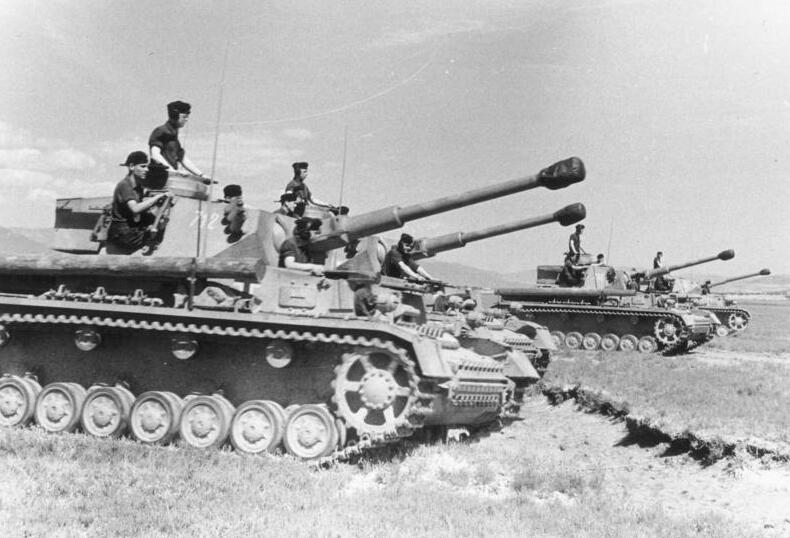
Panzer IV nei Balcani (1941/1942)
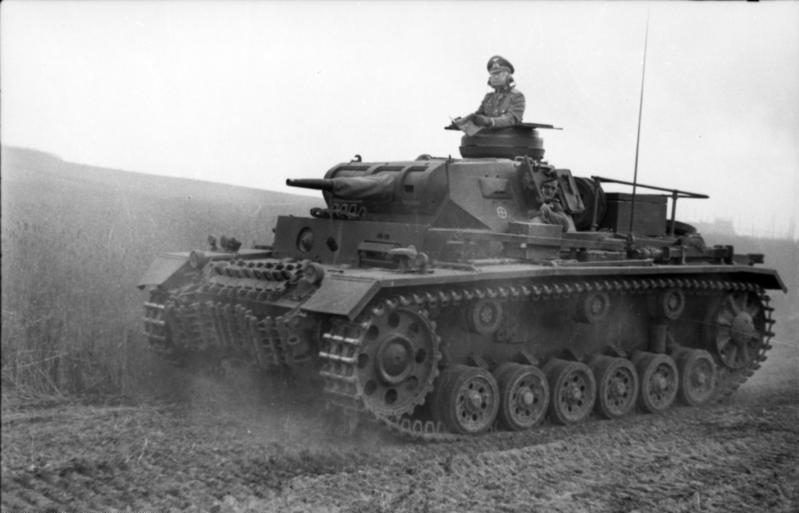
Panzer III in Jugoslavia (1941)
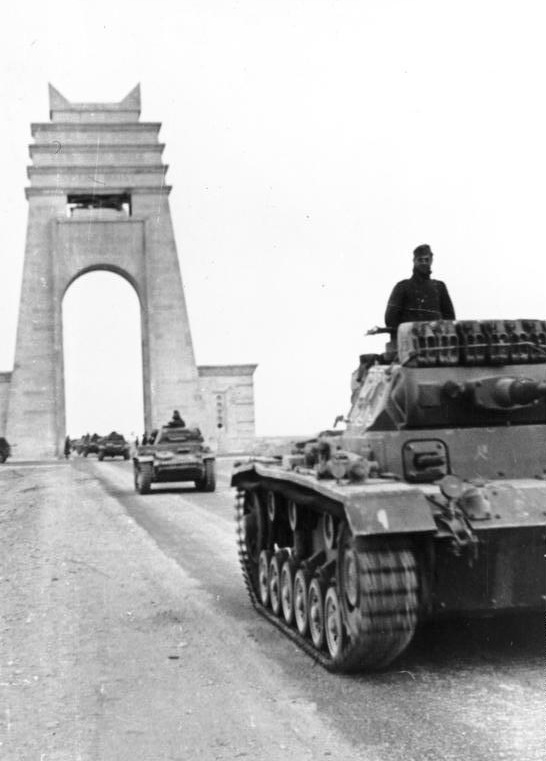
Panzer III oltrepassano l'Arco dei Fileni in Cirenaica nel 1941